# Vnější Hebridy
Vnější Hebridy (anglicky Outer Hebrides nebo také Western Isles, ve skotské gaelštině Innse Gall), je souostroví a zároveň územněsprávní jednotka na severozápadě Skotska. Vnější Hebridy jsou součástí souostroví Hebridy, ale oproti Vnitřním Hebridám leží o poznání dále od pevniny Velké Británie. Na území Hebrid se mluví hlavně skotskou gaelštinou.

## Obydlené ostrovy Vnějších Hebrid

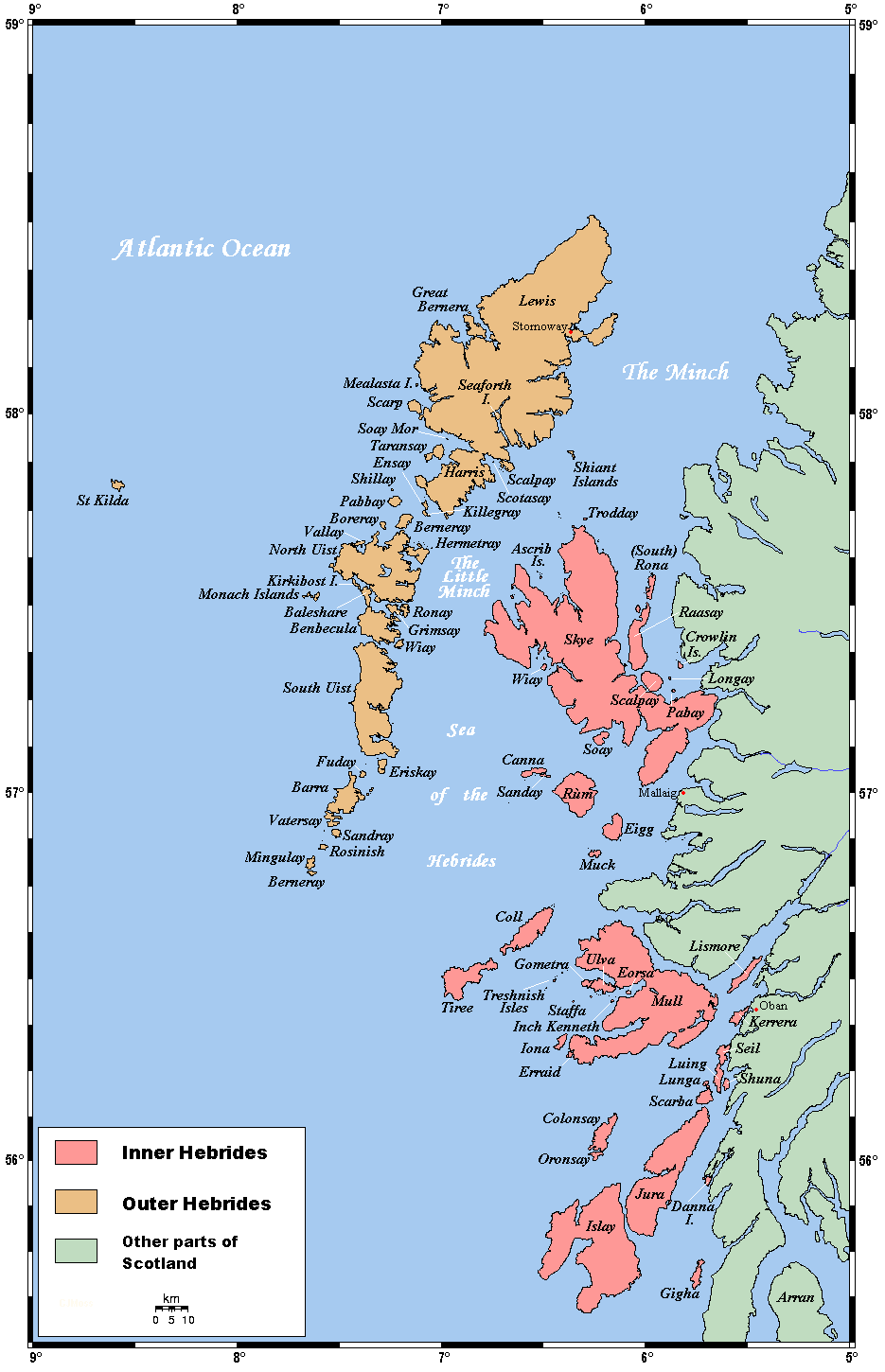
Hebridy (Vnější Hebridy oranžově)

| Ostrov                        | Počet obyvatel (2001 census) |
| Lewis and Harris              | 19,918                       |
| (Harris)                      | 3,601                        |
| (Lewis)                       | 16,872                       |
| South Uist                    | 1,818                        |
| North Uist                    | 1,271                        |
| Benbecula                     | 1,219                        |
| Barra                         | 1,078                        |
| Scalpay                       | 322                          |
| Great Bernera                 | 233                          |
| Grimsay                       | 201                          |
| Berneray                      | 136                          |
| Eriskay                       | 133                          |
| Vatersay                      | 94                           |
| Baleshare                     | 49                           |
| Grimsay, South East Benbecula | 19                           |
| Flodda, Benbecula             | 11                           |

## Neobydlené ostrovy Vnějších Hebrid
- Barra Isles, Boreray
- Calvay, Campay
- Eilean Chaluim Chille, Eilean Iubhard, Eilean Kearstay, Eileanan Iasgaich, Ensay
- Fiaray, Floday, Flodday, Floddaybeg, Floddaymore, Fuday, Fuiay
- Gighay, Gilsay, Groay
- Hellisay, Hermetray
- Killegray, Kirkibost
- Lingay, Little Bernera
- Mealasta Island, Mingulay
- Opsay, Oronsay, Orosay
- Pabbay near Harris, Pabbay Mór
- Ronay
- Seaforth Island, Scaravay, Scarp, Scotasay, Shiant Islands, Shillay, Soay Beag, Soay Mór, Stockinish Island, Stromay, Stuley, Sursay
- Tahay, Taransay
- Vacsay, Vallay, Vuia Beg, Vuia Mór
- Wiay

## Lodní doprava mezi ostrovy

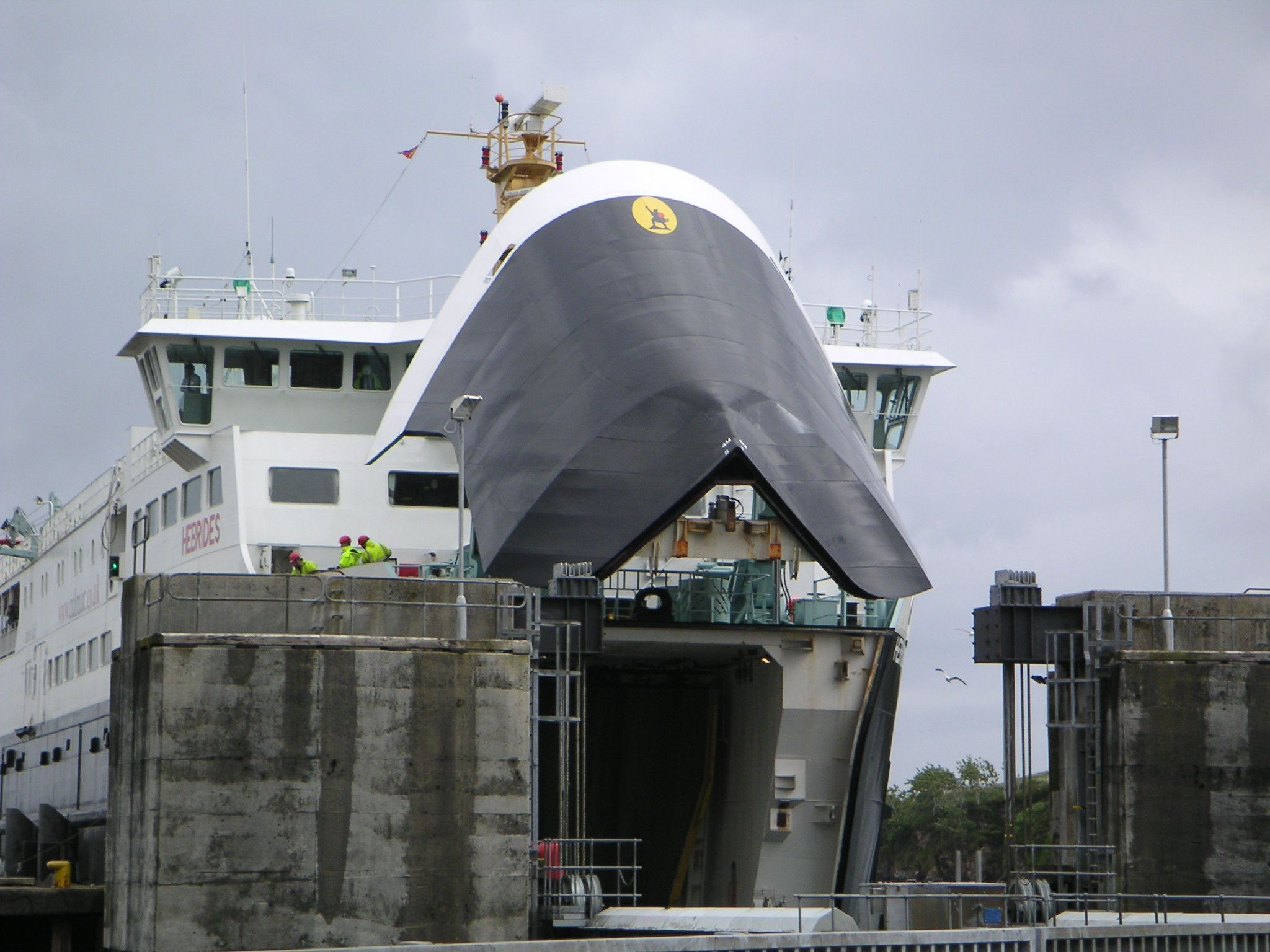
Uig - Tarbert ferry

- z Obanu do Castlebay na ostrově Barra a Lochboisdale na ostrově South Uist
- z Mallaigu do Lochboisdale na ostrově South Uist
- z Uigu na ostrově Skye do Tarbertu na ostrově Harris
- z Uigu na ostrově Skye do Lochmaddy na ostrově North Uist
- z Ullapoolu do Stornoway na ostrově Lewis[1]
- z Tiree do Castlebay, Barra (pouze v létě)

## Silniční spojení
Ostrovy Lewis a Harris jsou přímo spojeny.
V roce 1942 byly mostem South Ford Bridge spojeny ostrovy Benbecula a South Uist, 1953 Lewis a Great Bernera, 1960 mostem North Ford Causeway Benbecula a North Uist. Tyto mosty nahradily dřívější brody.
Mosty rovněž vedou na některé menší ostrovy, např. z Harrisu na Scalpay.
Roku 2018 byl oznámen plán propojit Harris se Severním Uistem a Jižní Uist s Barrou mosty, které by dokončily propojení celého 175 mil dlouhého řetězce Vnějších Hebrid. Nahrazení přetížených trajektů přes Sound of Harris a Sound of Barra má za cíl turistické zatraktivnění celého souostroví.